# Ганс-Генріх Кетельс
Ганс-Генріх Кетельс (нім. Hans-Heinrich Ketels; 11 березня 1918, Гайлігенгафен — 19 грудня 1993) — німецький офіцер-підводник, капітан-лейтенант крігсмаріне.

## Біографія
3 квітня 1937 року вступив на флот. З вересня 1939 року — командир взводу 3-го запасного морського артилерійського дивізіону в Свінемюнде. З квітня 1940 року — командир підрозділу берегової оборони на західному узбережжі Норвегії. В січні-травні 1942 року пройшов курс підводника. В травні-грудні 1942 року — вахтовий офіцер на підводному човні U-571, після чого пройшов курс командира човна. З 25 березня 1943 року — командир U-970, на якому здійснив 2 походи (разом 41 день в морі). 8 червня 1944 року U-970 був потоплений в  Біскайській затоці західніше Бордо (45°15′ пн. ш. 04°10′ зх. д.) глибинними бомбами британського летючого човна «Сандерленд». 38 членів екіпажу загинули, 14 (включаючи Кетельса) були врятовані. З 26 грудня 1944 по 28 січня 1945 року — командир U-2523, з 29 по 31 березня 1945 року — U-3511, з 1 квітня по 5 травня 1945 року — U-1162. В травні був взятий в полон. В грудні 1945 року звільнений.

## Звання
- Кандидат в офіцери (3 квітня 1937)
- Морський кадет (21 вересня 1937)
- Фенріх-цур-зее (1 травня 1938)
- Оберфенріх-цур-зее (1 липня 1939)
- Лейтенант-цур-зее (1 серпня 1939)
- Оберлейтенант-цур-зее (1 вересня 1941)
- Капітан-лейтенант (1 березня 1944)